# Historische Scheepswerf C.A. Meerman
Scheepswerf C.A. Meerman is een werkend museum in de Zeeuwse stad Arnemuiden. Het is de oudste scheepswerf in Zeeland.

## Werf
In 1763 kreeg Pieter Boers uit Sliedrecht een vergunning van het stadsbestuur van Arnemuiden voor de oprichting van een scheepstimmerwerf met sleehelling. Deze eerste werf en helling waren gelegen bij het Nieuwe Hoofd achter de voormalige kolenpakhuizen. Nadat de werf verschillende keren van eigenaar werd verwisseld, kocht Jacobus Meerman in november 1786 de scheepswerf met loods, kanthelling en gereedschappen. Vanaf dat moment is het een familiebedrijf. Tot eind 2003 blijft de scheepswerf in handen van nazaten van Jacobus Meerman.
In de periode van 1763 tot 1986 zijn op de werf ongeveer 200 hoogaarzen gebouwd en verder nog vele kleine bootjes.
Van de scheepswerf zijn een helling, een zaagloods, een bouwloods en een brandkot behouden. Er zijn twee scheepshellingen, een sledehelling met een kaapstander en een wagenhelling uit 1930 met elektrische bediening.

## Restauratie
In 2003 heeft de toenmalige eigenaar, de heer C.A. Meerman, voor het symbolische bedrag van 1 euro de werf overgedragen aan de gemeente Middelburg. In de jaren daarna worden de werf en de loodsen gerestaureerd en wordt een nieuw bezoekerscentrum gebouwd. De restauratie kostte 1 miljoen euro, waarvan de helft wordt gefinancierd met Euregio gelden en de andere helft bijeen wordt gebracht door de gemeente Middelburg, de Stichting Behoud Hoogaars en, voor de inrichting van het museum, particuliere sponsoren en de inzet van vrijwilligers. Het beheer van de werf wordt ondergebracht in een nieuwe stichting: de Stichting Historische Scheepswerf CA Meerman. In juni 2007 wordt de werf feestelijk geopend door Carla Peijs, Commissaris der Koningin.

## Museum
In de loodsen wordt het verhaal van tweehonderd jaar scheepsbouw verteld aan de hand van de oude gereedschappen en machines, en door middel van een videopresentatie. Op de wagenhelling wordt gewerkt aan het onderhoud van traditionele schepen, en in de bouwloods is te zien hoe het scheepsbouwersambacht in de praktijk werd uitgeoefend.